# Edward Barnes
Pour les articles homonymes, voir Barnes.
Edward Barnes, (né en 1776 - mort le 19 mars 1838), est un officier britannique qui est gouverneur de Dominique et le 5e gouverneur du Ceylan britannique.

## Biographie

### Gouverneur du Ceylan britannique
Il fera construire la grande route militaire entre Colombo et Kandy et beaucoup de lignes de communication. Il fit le premier recensement de la population et introduisit la culture du café basée sur le système antillais en 1824.

## Honneurs et distinctions

### Décorations
- Ordre du Bain : chevalier grand-croix
- Médaille de Waterloo